# Frustino

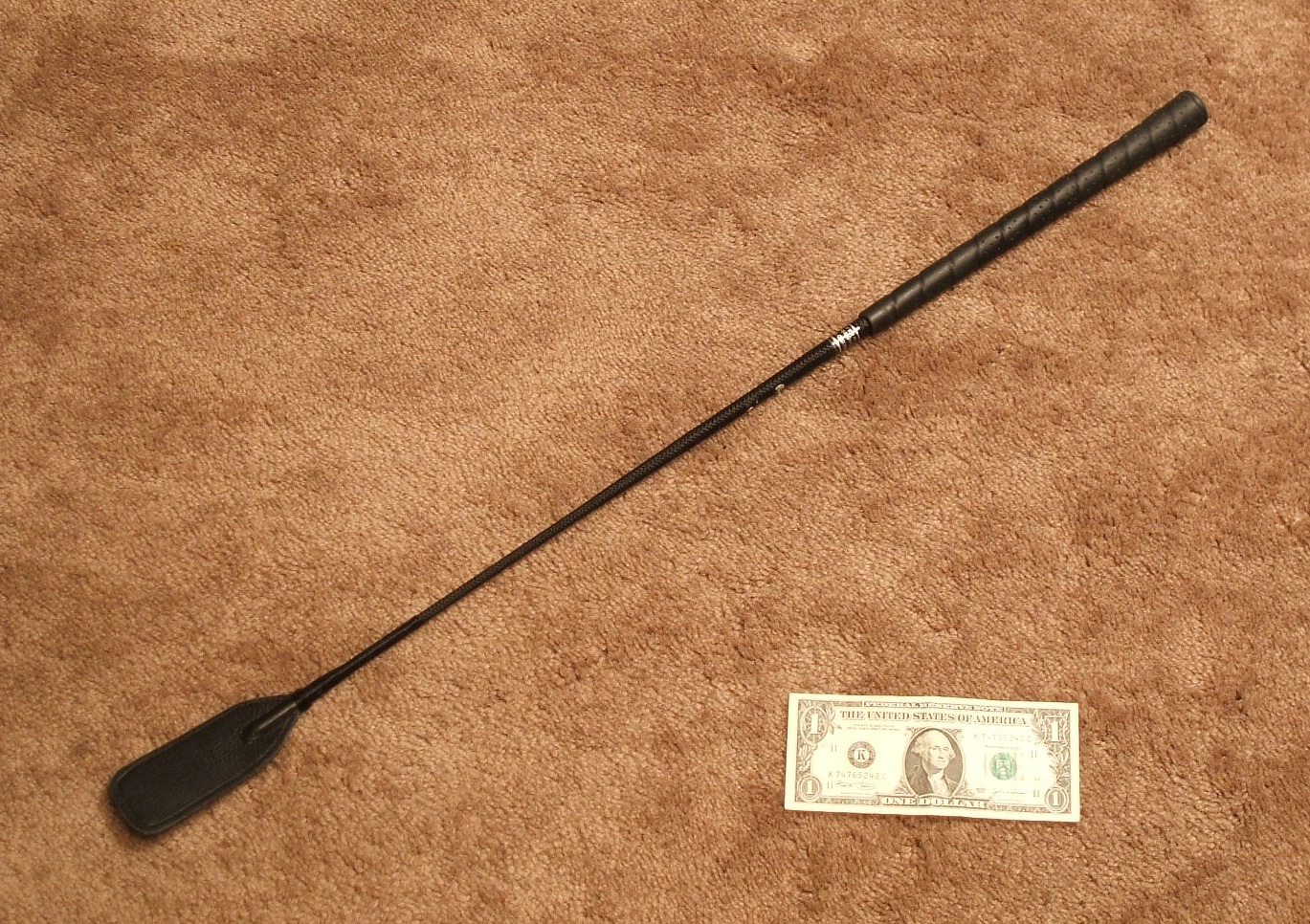
Un frustino da equitazione

Il frustino o scudiscio è un segmento di vetroresina o di canna ricoperto di cuoio, tessuto o materiali simili, munito di un'impugnatura e terminante in un ricciolo costituito da un breve tratto di corda o una linguetta di cuoio.
L'impugnatura può avere un'ansa di cuoio per assicurare una presa più sicura. 
Nasce come strumento punitivo; in particolare ai nostri giorni è usato soprattutto in equitazione.

## Etimologia
Le origini del termine scudiscio hanno radici nel greco skytos, nel celtico skourjez e nel latino scutica.  In tardo latino il termine si trasformò in scutis (pelle) e poi scuria, derivazione del latino corium (cuoio).

## Tipi di frustino
La lunghezza della frusta varia in funzione del tipo di utilizzo: 
- frustino da galoppo
- frusta per lavoro in piano
- frustone o chambriére
- frusta da caccia

Il frustino ha lo scopo di rinforzare l'autorità del cavaliere (le gambe, l'assetto e la voce) e di richiamare l'attenzione del cavallo.
La frusta da caccia, con la lunga pioggia in cuoio e il manico sagomato (spesso in corno e comunque ruvido per fare presa sui cancelli) serve ad incoraggiare il cavallo ed aprire i cancelli; è assolutamente vietato adoperarla sui cani.
Il fusto, ricoperto in cuoio è lungo circa 45 cm e termina con un cappio di cuoio al quale si assicura lo staffile, detto pioggia. La pioggia è una treccia affusolata in cuoio intrecciato, lunga 1.30 m che termina a sua volta con una sferza di spago o seta intrecciata detta mozzone: il mozzone è rosso per la caccia alla volpe, verde per la caccia alla lepre, blu per la caccia al cervo e avana per la caccia alla lontra.
Frustare dolorosamente un cavallo è tuttavia una prova di incapacità del cavaliere e una forma di maltrattamento; in Gran Bretagna la legislazione contro il maltrattamento degli animali ha preceduto le norme contro il maltrattamento dei bambini. Famosissima la frase di Federico Tesio (1869-1954), grande allevatore di cavalli da corsa: "La frusta il più delle volte fa perdere una corsa".
I moderni frustini per equitazione sono studiati per non ledere in nessun modo il cavallo. Tuttavia, la loro azione psicologica deriva principalmente da come il cavallo è stato domato.
Se usato sull'uomo, il frustino provoca più facilmente delle lesioni sanguinanti, rispetto all'uso di una cinghia di cuoio, più larga. L'effetto sulla pelle è analogo a quello dell'antico supplizio della flagellazione. L'uso del frustino come pena corporale era ancora in vigore, insieme all'uso del gatto a nove code, nel XX secolo nelle prigioni del Delaware, e veniva applicato alla schiena nuda dei condannati in luoghi appositamente predisposti, denominati gergalmente Red Hannah.
Il frustino è anche considerato il classico simbolo di dominanza nelle pratiche BDSM probabilmente non solo perché è doloroso, ma ha anche la caratteristica umiliante di ridurre lo schiavo alla condizione di un animale.